# Antonio Girardo
Antonio Girardo (Monticello Conte Otto, provincia de Vicenza, Italia, 24 de enero de 1937), es un exfutbolista italiano. Se desempeñaba como mediocampista.

## Trayectoria
Empezó su carrera profesional en el Ronzani Vicenza. El 1956 fichó por el Alessandria, donde permaneció hasta 1960, disputando las últimas tres temporadas de este club en la Serie A. Luego fue contratado por el Napoli, donde fue titular por nueve temporadas al costado de jugadores de renombre como Altafini, Sivori, Juliano y Zoff, rozando el Scudetto en la temporada 1967/68 y ganando la Copa Italia 1961/62. Su último club fue otro club napolitano, el Internapoli, que en ese entonces militaba en la Serie C (tercera división italiana).

## Clubes
| Club            | País   | Año         |
| --------------- | ------ | ----------- |
| Ronzani Vicenza | Italia | 1955 - 1956 |
| Alessandria     | Italia | 1956 - 1960 |
| SSC Napoli      | Italia | 1960 - 1968 |
| Internapoli     | Italia | 1968 - 1969 |

## Palmarés

### Campeonatos nacionales
| Título         | Club   | País   | Año         |
| -------------- | ------ | ------ | ----------- |
| Copa de Italia | Napoli | Italia | 1961 - 1962 |